# Стратегическое планирование
Стратеги́ческое плани́рование — процесс создания и претворения в жизнь программ и планов действий, и мероприятий, связанных в пространстве (по исполнителям) и во времени (по срокам), нацеленных на выполнение стратегических задач.

## Определение
Согласно «Webster’s New Collegiate Dictionary» планирование — это разработка метода для создания или выполнения чего-либо для достижения цели. Значение стратегическое добавляет к определению значение важное. В отличие от долгосрочного прогнозирования стратегическое планирование — это разработка комплекса мероприятий и программ, которые должны быть реализованы уже сейчас (в течение года), и не является синонимами. Прогнозирование (долгосрочное или краткосрочное) является лишь попыткой предсказать будущие события и условия.
Сущность стратегического бизнес-планирования заключается в формулировании основных направлений деятельности предприятия (миссии) и показателей его развития на планируемый
период (целей), определяющих желаемый результат его деятельности в целом и в конкретном бизнесе. В рамках стратегического планирования обеспечивается комплексное обоснование проблем, с которыми может столкнуться предприятие, и определяются действия по их разрешению, а также разрабатывается конкретный план управленческих действий (стратегии) по выполнению миссии предприятия и достижению сформулированных целей.

## Признаки стратегического планирования
Применительно к управлению бизнесом стратегическое планирование характеризуется следующими признаками:
- направляет на достижение определенного набора целей;
- изучает альтернативные способы выполнения работы и предоставляет оценку необходимых ресурсов;
- обеспечивает контрольный показатель для измерения того, что было сделано.
- использование в самом начале процесса планирования инновационных   подходов и методов, что даёт конкурентное преимущество

## Стратегическое планирование в России
Россия имеет 70-летний опыт разработок по стратегическому планированию, разработок долгосрочных планов развития экономики страны и уникальный опыт их реализации в своей практической деятельности ВСНХ и Госплана СССР. Из зарубежных стран наибольший опыт получен во Франции и Японии, которые весь послевоенный период разрабатывали общенациональные планы экономического развития с целью быстрейшего восстановления разрушенных войной экономик.
Необходимо отметить труды людей мировой известности, являющихся первыми специалистами Госплана СССР: И. Г. Александрова, В. Р. Вильямса, И. М. Губкина, Д. Н. Прянишникова, С. Г. Струмилина, М. А. Шателяна, председателя Госплана СССР (1937—1949 годов) академика Н. А. Вознесенского и первого заместителя председателя Госплана СССР, член-корреспондента Г. М. Сорокина, других.
Система комплексного научно-технического и социально-экономического прогнозирования получила своё развитие благодаря развитию математических методов в системе планирования. Л. В. Канторовичем была создана школа математического моделирования в экономике. Первыми сподвижниками были В. В. Новожилов, B. C. Немчинов и А. Л. Лурье.
Математическими методами школы Л. В. Канторовича пользовались в ЦЭМИ АН СССР, где была разработана система многоступенчатой оптимизации стратегического плана.
Стратегическое планирование — деятельность участников стратегического планирования по целеполаганию, прогнозированию, планированию и программированию социально-экономического развития Российской Федерации, субъектов Российской Федерации и муниципальных образований, отраслей экономики и сфер государственного и муниципального управления, обеспечения национальной безопасности Российской Федерации, направленная на решение задач устойчивого социально-экономического развития Российской Федерации, субъектов Российской Федерации и муниципальных образований и обеспечение национальной безопасности Российской Федерации.
Сущностью стратегического планирования является системное согласование балансов доходов и расходов производителей и конечных потребителей — государства (межгосударственного блока), домашних хозяйств, экспортёров и импортёров (внешнеэкономический баланс) интересов производителей и потребителей.
Сущность стратегического планирования экономических и политических процессов определяется стратегией государства, под которой понимается направленность изменения баланса сил социальных слоев на определённом этапе исторического развития.
Первый в мире стратегический план — Государственный план электрификации России. План ГОЭЛРО — первый перспективный план восстановления и развития народного хозяйства страны на базе электрификации. Также ГОЭЛРО был первым единым государственным перспективным планом развития народного хозяйства.
В Советский период России стратегическое планирование называлось комплексное научно-техническое и социально-экономическое прогнозирование.
В последнее время в бизнесе и государственном управлении всё чаще некоторые используют словосочетание «стратегическое планирование», под которым понимается некоторое желаемое состояние развития экономики государства на 25 (одно поколение) или даже 50 лет (два поколения). Стратегическое планирование есть результат расчёта плана (траектории) наилучшего использования национальных ресурсов сейчас для максимального ускорения движения в желаемом направлении.
В соответствии с Указом Президента Российской Федерации — России от 12 мая 2009 года № 536 «Об Основах стратегического планирования в Российской Федерации», «под стратегическим планированием в России понимается определение основных направлений, способов и средств достижения стратегических целей устойчивого развития России и обеспечения национальной безопасности. Основным способом достижения стратегических целей устойчивого развития России и обеспечения национальной безопасности является реализация стратегических национальных приоритетов, включая приоритеты социально-экономического развития Российской Федерации. Стратегическое планирование осуществляется путём разработки концепций, доктрин, стратегий, программ, проектов и планов устойчивого развития России с учётом задач обеспечения национальной безопасности».
11 июля 2014 года вступил в силу Федеральный закон от 28 июня 2014 г. № 172-ФЗ «О стратегическом планировании в Российской Федерации», который направлен на формирование современной системы государственного стратегического планирования. В соответствии с Законом, стратегическое планирование — деятельность участников стратегического планирования по целеполаганию, прогнозированию, планированию и программированию социально-экономического развития Российской Федерации, субъектов Российской Федерации и муниципальных образований, отраслей экономики и сфер государственного и муниципального управления, обеспечения национальной безопасности Российской Федерации, направленная на решение задач устойчивого социально-экономического развития Российской Федерации, субъектов Российской Федерации и муниципальных образований и обеспечение национальной безопасности Российской Федерации.
Это документ о долгосрочном планировании для разработки стратегического преимущества России ,что происходит при использовании инноваций, новых методов и оригинальных решений.
При государственном стратегическом планировании решаются те задачи, которые определяют характер экономических преобразований, устойчивость экономики, уровень жизни населения, обороноспособность страны и другое, при этом конечный результат не является строго фиксированным, а расположен в определенной зоне с заданными предельными границами по величине и времени. Характер задач зависит от поставленных органом управления стратегических целей развития, которые в решающей степени задают направленность и содержание планирования. Например, ими могут быть резкое снижение материалоемкости и энергоемкости ВВП, достижение большей устойчивости в обеспеченности топливными ресурсами, проведение реструктуризации экономики, приближение уровня жизни населения к наиболее развитым государствам мира и т. д. В конечном счете цель стратегического планирования заключается в построении модели будущего развития государства или другого объекта, применительно к которому осуществляется планирование. В большинстве случаев разрабатываются несколько альтернативных моделей, из которых выбирается одна наиболее близкая к политической международной ситуации, целей развития государства и задач устойчивости экономики. Стратегическое планирование представляет собой адаптивный процесс, в результате которого происходит регулярная (ежегодная) корректировка решений, оформленных в виде программ, прогнозов, планов, дополнений и изменений системы мер по их выполнению на основе непрерывного контроля и оценки происходящих изменений в экономическом развитии государства, соответствующих государствах-партнерах и мировом сообществе. Его назначение — сделать оперативные и текущие управленческие решения обоснованными не только с точки зрения сложившейся конъюнктуры, но, в первую очередь, с позиций завтрашнего дня. Учитывая относительно длительный период ко времени, сложность рассматриваемого объекта и в этой связи неопределенность многих показателей, стратегическое планирование в большей мере выполняет функции активного прогноза с применением соответствующих методов прогнозирования при его разработке. Как и для долгосрочных прогнозов, период упреждения по времени стратегических планов составляет до 20—25 и более лет.

## Преимущества стратегического бизнес-планирования
Стратегическое планирование создает важные преимущества в организации будущей деятельности предприятия:
- обеспечивает подготовку к использованию возможных благоприятных условий для успешной деятельности предприятия;
- позволяет всесторонне проанализировать возникающие (в том числе ожидаемые в будущем) проблемы и угрозы в деятельности предприятия;
- улучшает координацию действий в процессе хозяйственной деятельности предприятия по достижению его целей;
- создает предпосылки для развития стратегического мышления и предвидения у менеджерского корпуса предприятия;
- способствует формированию информационной базы для эффективного управления предприятием при реализации стратегии и достижении целей;
- обеспечивает более обоснованное и рациональное распределение ресурсов предприятия и их концентрацию на ключевых направлениях достижения успеха предприятия.